# Varberg på Platsarna

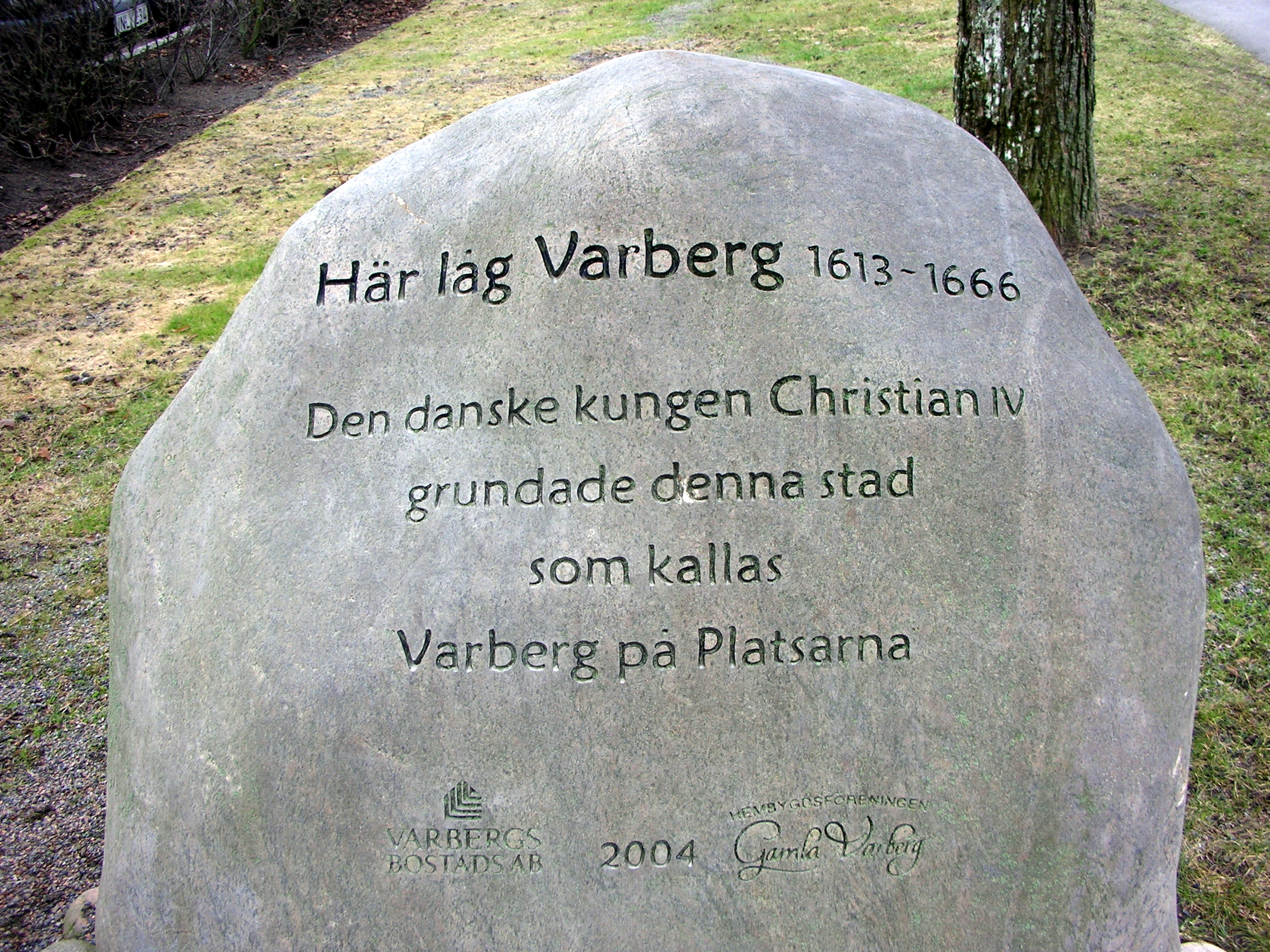
Minnessten över Varberg på Platsarna, rest 2004.

Varberg på Platsarna var en stadsbildning som existerade mellan 1613 och 1666, belägen i den nuvarande stadsdelen Platsarna i Varberg. Den var en omedelbar föregångare till den nuvarande staden Varberg. Staden Ny Varberg brändes av svenskarna 1611 under Kalmarkriget. De danska makthavarna beslutade då att återuppföra staden invid Varbergs slott, som höll på att byggas ut till en stark fästning.

## Branden 1666
Genom en häftig brand den 12 augusti 1666 förstördes Varberg på Platsarna, inklusive kyrkan. Enstaka byggnader klarade sig dock. Även dopfunten kunde räddas och den används än idag i Varbergs kyrka. Stadens invånare ville återuppföra staden på samma plats efter branden, men staden flyttades till sitt nuvarande läge eftersom det gav "bättre rum framföre Castellet och rätta distansen därifrån, så är på ingen wijdare förändring att tänka", som generalguvernören uttryckte det. Vissa byggnader klarade sig undan branden och flyttades då den nya staden anlades. Delar av det Hayska huset vid Drottninggatan är uppfört före branden.